# Saint-Lô
Saint-Lô là tỉnh lỵ của tỉnh Manche, thuộc vùng hành chính Normandie của nước Pháp, có dân số là 20.090 người (thời điểm 1999).

## Nhân khẩu học
| 1962  | 1968  | 1975  | 1982  | 1990  | 1999  |  |
| ----- | ----- | ----- | ----- | ----- | ----- |  |
| 16351 | 18615 | 23221 | 23212 | 21546 | 20090 |  |

## Các thành phố kết nghĩa
- Saint-Ghislain, Bỉ(từ 1962)
- Aalen, Đức (từ 1979)
- Christchurch (Dorset), Vương quốc Anh (từ 1985)
- Roanoke, Hoa Kỳ (từ 1999)